# Diptilomiopidae
Diptilomiopidae zijn  een familie van mijten. Bij de familie zijn 63 geslachten met circa 450 soorten ingedeeld.